# NGC 7314
NGC 7314 је спирална галаксија у сазвежђу Јужна риба која се налази на NGC листи објеката дубоког неба.
Деклинација објекта је - 26° 3' 1" а ректасцензија 22h 35m 45,9s. Привидна величина (магнитуда) објекта NGC 7314 износи 10,8 а фотографска магнитуда 11,6. Налази се на удаљености од 18,961 милиона парсека од Сунца. NGC 7314 је још познат и под ознакама ESO 533-53, MCG -4-53-18, ARP 14, AM 2233-261, IRAS 22330-2618, PGC 69253.